# Saint-Lothain
Saint-Lothain – miejscowość i gmina we Francji, w regionie Burgundia-Franche-Comté, w departamencie Jura.
Według danych na rok 1990 gminę zamieszkiwało 418 osób, a gęstość zaludnienia wynosiła 34 osoby/km² (wśród 1786 gmin Franche-Comté Saint-Lothain plasuje się na 364. miejscu pod względem liczby ludności, natomiast pod względem powierzchni na miejscu 318.).